# إيناس أرويسا
إيناس أرويسا (30 يونيو 2001) هي لاعبة كرة قدم مغربية-فرنسية، تلعب لنادي الدرجة الثانية النسائي أوليمبيك مرسيليا، ولدت في فرنسا، وتمثل المغرب دولياً.

## مهنة دولية
ظهرت لأول مرة مع المنتخب المغربي في 10 يونيو 2021 في مباراة ودية ضد المنتخب المالي، التي فاز فيها المنتخب المغربي بنتيجة 3-0.

## الإحصائيات

### النادي
| التاريخ    | النادي           | النتيجة | الخصم            |
| ---------- | ---------------- | ------- | ---------------- |
| 2020-02-22 | أوليمبيك مرسيليا | 2 - 3   | فلوري 91         |
| 2020-01-25 | أوليمبيك مرسيليا | 3-1     | غانغون           |
| 2020-01-18 | أوليمبيك مرسيليا | 11-0    | باريس سان جيرمان |
| 2019-10-12 | أوليمبيك مرسيليا | 3 - 1   | نادي ميتز        |
| 2019-09-28 | أوليمبيك مرسيليا | 3-1     | باريس            |
| 2019-09-14 | أوليمبيك مرسيليا | 0 - 3   | ستاد ريمس        |
| 2019-09-07 | أوليمبيك مرسيليا | 2 - 1   | غانغون           |
| 2019-08-24 | أوليمبيك مرسيليا | 6-0     | ليون             |

### دولية
| تاريخ | الخصم | نتيجة | الحصيلة | مسابقة      | مصدر   |
| ----- | ----- | ----- | ------- | ----------- | ------ |
| 2021  | مالي  | 0-3   | 3-2     | مباراة ودية | [ 11 ] |

## روابط خارجية
- "إيناس أرويسة". Global Sports Archive. مؤرشف من الأصل في 2023-05-04.
- إيناس أرويسا على إنستغرام
- إيناس أرويسا على موقع قاعدة بيانات كرة القدم.إي يو (الإنجليزية)
- إيناس أرويسا على موقع Soccerway.com (الإنجليزية)
- إيناس أرويسا على موقع عالم كرة القدم.نت (الإنجليزية)